# Jim Corcoran (Sänger)

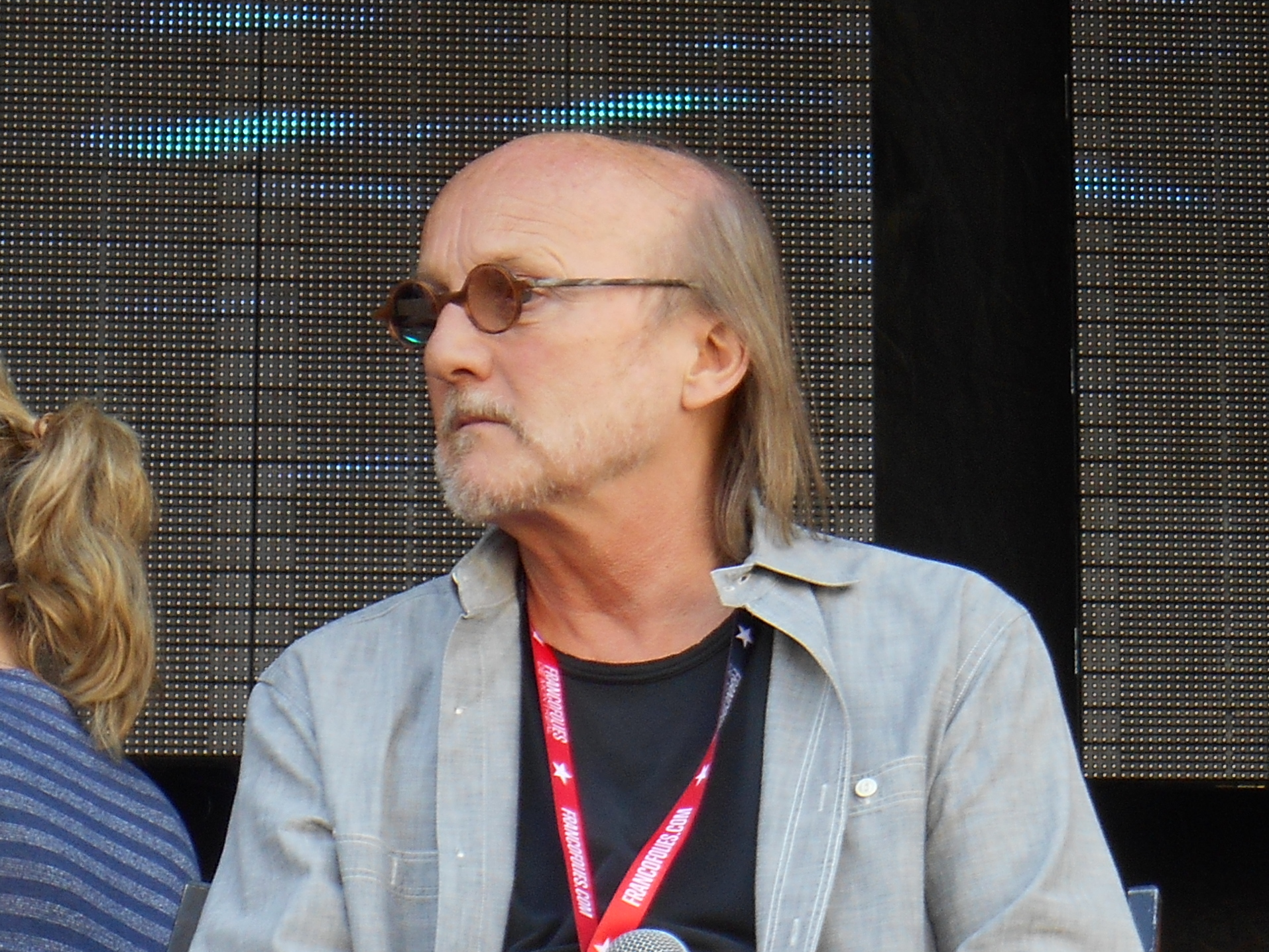
Jim Corcoran, 2014

James „Jim“ Corcoran (* 10. Februar 1949 in Sherbrooke/Québec) ist ein kanadischer Singer-Songwriter, Gitarrist und Hörfunkmoderator.

## Leben
Corcoran besuchte das Boston Seminary und studierte von 1970 bis 1973 Philosophie an der Bishop’s University in Lennoxville. In dieser Zeit lernte er Bertrand Gosselin kennen, mit dem er das Folk-Duo Jim et Bertrand bildete. Das Duo nahm fünf Alben auf, von denen La tête en gigue beim Montreux Jazz Festival 1978 als bestes Folkalbum ausgezeichnet wurde. Nach der Trennung von Gosselin gehörte er kurze Zeit der Gruppe Lennox (mit Charlie Cover, Jean-Guy Robert, Dave Lapp und Bruce Jackson) an.
1981 veröffentlichte er sein erstes Soloalbum Têtu, das mit dem Félix Award als Folkalbum des Jahres ausgezeichnet wurde. Beim Royal Festival de Spa 1983 lernte er Carl Marsh kennen, der in Memphis sein zweites Album Plaisirs produzierte. Beim Royal Festival de Spa 1984 gewann Corcoran mit J’ai fait mon chemin seul den Preis für den besten frankophonen Song. 1986 entstand sein erstes Musikvideo En chair et en os (Djeddy Duvah).
1990 sang Corcoran in der Oper Nelligan von André Gagnon und Michel Tremblay die Rolle des David Nelligan, des Vaters des Dichters und Titelhelden der Oper Émile Nelligan. Seinen zweiten Félix Award für das Folkalbum des Jahres gewann er 1996 Portraits, einer Kompilation seiner besten Songs der vergangenen 25 Jahre. Pages blanches wurde 2006 mit einem Juno Award als bestes frankophones Album des Jahres ausgezeichnet.
Mehrfach schrieb Corcoran Texte für die Musik von Shows des Cirque du Soleil: für Quidam (ab 1996), KÀ (ab 2004) und Wintuk (in den Madison Square Gardens 2007–11). Beteiligt war er auch am Projekt 12 hommes rapaillés, bei dem u. a. Michel Rivard, Richard Séguin, Daniel Lavoie, Yann Perrault und Vincent Vallières Songs nach Gedichten von Gaston Miron interpretierten. Die erste Performance fand bei den FrancoFolies de Montréal 2009 statt, die zweite wurde 2012 mit dem Félix Award als beste Show ausgezeichnet. Dokumentiert wurde das Projekt auf zwei Alben mit Musik von Gilles Bélanger und unter musikalischer Leitung von Louis-Jean Cormier. Das zweite Album, auf dem Corcoran Sentant la glaise sang, wurde 2011 mit dem Félix Award als Folkalbum des Jahres ausgezeichnet. Dreizehn Titel aus beiden Alben arrangierte Blair Thomson 2014 für die CD Symphonie rapaillée mit dem Orchestre symphonique de Montréal. Hier sang Corcoran Mon bel amour.
2007 übersetzte Corcoran Chris de Burghs Hit Lonely Sky für Marie-Élain Thiberts Album Comme ça ins Französische. Als Koautor war er 2012 am Song Chanson pour Dan für Marie-Pierre Arthurs Album Aux alentours beteiligt. Mit vier seiner Songs gewann er 2010 den Classic Award der SOCAN. Seit 1988 moderiert er im Radioprogramm der CBC die der Musik und dem Chanson aus der Provinz Québec gewidmete Show À propos. 2022 wurde Corcoran als Officer des Order of Canada ausgezeichnet.

## Diskographie
mit Bertrand Gosselin:
- Jim Corcoran et Bertrand Gosselin (1973)
- Île d’Entrée (1975)
- La tête en gigue (1977)
- Le meilleur de Jim Corcoran et Bertrand Gosselin (1978)
- À l’abri de la tempête (1979)

Soloalben:
- Têtu (1981)
- Plaisirs (1983)
- Miss Kalabash (1986)
- Corcoran (1989)
- Zola à vélo (1994)
- Portraits (1996)
- Entre tout et moi (2000)
- Pages blanches (2005)
- Complètement Corcoran (2018)